# Płaton Ojunski

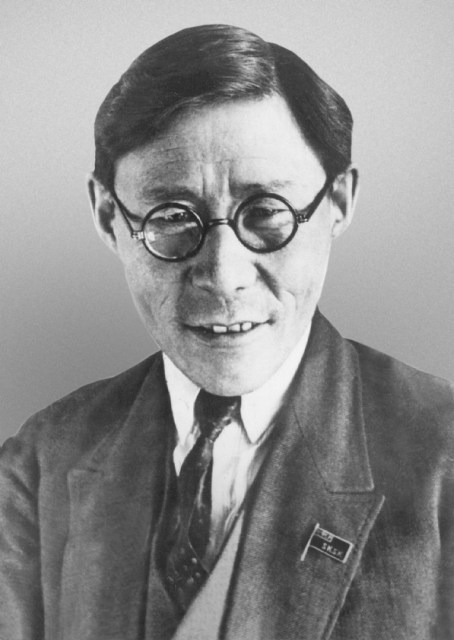
Płaton Aleksiejewicz Ojunski

Płaton Aleksiejewicz Ojunski (Slepcow) (ros. Плато́н Алексеевич Ойу́нский (Слепцо́в), ur. 10 listopada 1893 w ułusie tattinskim w obwodzie jakuckim, zm. 31 października 1939 w Jakucku) – jakucki pisarz, nauczyciel, lingwista i polityk.
1914-1917 kształcił się w jakuckim seminarium nauczycielskim, od kwietnia do sierpnia 1917 zastępca przewodniczącego jakuckiego komitetu bezpieczeństwa publicznego, od września 1917 do maja 1918 studiował na Wydziale Historycznym Instytutu Nauczycielskiego w Tomsku, od marca 1918 członek RKP(b). Od maja 1918 instruktor organizacji władzy sowieckiej tomskiej rady gubernialnej, 1918 aresztowany i zesłany, 1919 słuchacz kursów nauczycielskich szkół 4-klasowych w Tomsku, w maju 1919 ponownie aresztowany, zwolniony. Od października 1919 do maja 1920 nauczyciel w szkole podstawowej, od maja 1920 członek jakuckiego rejonowego komitetu rewolucyjnego, od 16 czerwca 1920 przewodniczący Jakuckiego Komitetu Rewolucyjnego, od czerwca do grudnia 1920 kierownik Wydziału Zarządu Sowieckiego Jakuckiego Rejonowego/Gubernialnego Komitetu Rewolucyjnego i kierownik Wydziału Oświaty tego komitetu. Od stycznia do maja 1921 kierownik Jakuckiej Sekcji Syberyjskiego Komitetu Rewolucyjnego, 1921-1922 przewodniczący jakuckiej gubernialnej konsultacji ds. walki z bandytyzmem, zastępca przewodniczącego jakuckiego gubernialnego komitetu rewolucyjnego, od maja do sierpnia 1921 przewodniczący olokmińskiego powiatowego komitetu rewolucyjnego, od 22 sierpnia 1921 do 27 grudnia 1922 przewodniczący Jakuckiego Gubernialnego Komitetu Rewolucyjnego. Od stycznia 1923 do 5 stycznia 1926 przewodniczący Centralnego Komitetu Wykonawczego (CIK) Jakuckiej ASRR, od lipca 1926 do lutego 1928 na leczeniu, od lutego 1928 ludowy komisarz oświaty Jakuckiej ASRR, potem ludowy komisarz ochrony zdrowia Jakuckiej ASRR, 1929 ludowy komisarz ubezpieczeń społecznych Jakuckiej ASRR. Od grudnia 1929 do czerwca 1931 kierownik i redaktor odpowiedzialny Jakuckiego Wydawnictwa Państwowego, od czerwca 1931 do czerwca 1935 aspirant Naukowo-Badawczego Instytutu Narodowości przy CIK ZSRR, od 1935 kandydat nauk lingwistycznych. Od 1934 do lutego 1938 przewodniczący Zarządu Jakuckiego Wydziału Związku Pisarzy ZSRR i członek Zarządu Pisarzy ZSRR, od 1935 do lutego 1938 dyrektor Instytutu Naukowo-Badawczego Języka i Kultury przy Radzie Komisarzy Ludowych Jakuckiej ASRR.
3 lutego 1938 aresztowany, zmarł w więzieniu w Jakucku.

## Literatura
- Oleg K. Abramov. Moloch z Gułagu: podobieństwo losów trzech przywódców narodowych republik syberyjskich. (Platon Oyunsky, Rinchingiin Elbegdorj, Michah Erbanov porewolucyjnej. 1921–1938). // Wydziału Filozoficznego Uniwersytetu Stanowego Tomski. Tomsk, 16 maja, 2015 roku / Redaktor naczelny V. Shutov. – Tomsk, 2015. – S. 106–120. ISBN 5-87307-083-0. – Zasób internetowy: vital.lib.tsu.ru (rosyjski)